# Железная дорога Таллин — Кейла
Железная дорога Таллин — Кейла — участок железной дороги в Эстонии, протяженностью 26,8 км. Была построена в 1870 году, как часть Балтийской железной дороги. Дорога связывает Таллин с Кейла. Дорога электрифицирована по всей длине.

## История

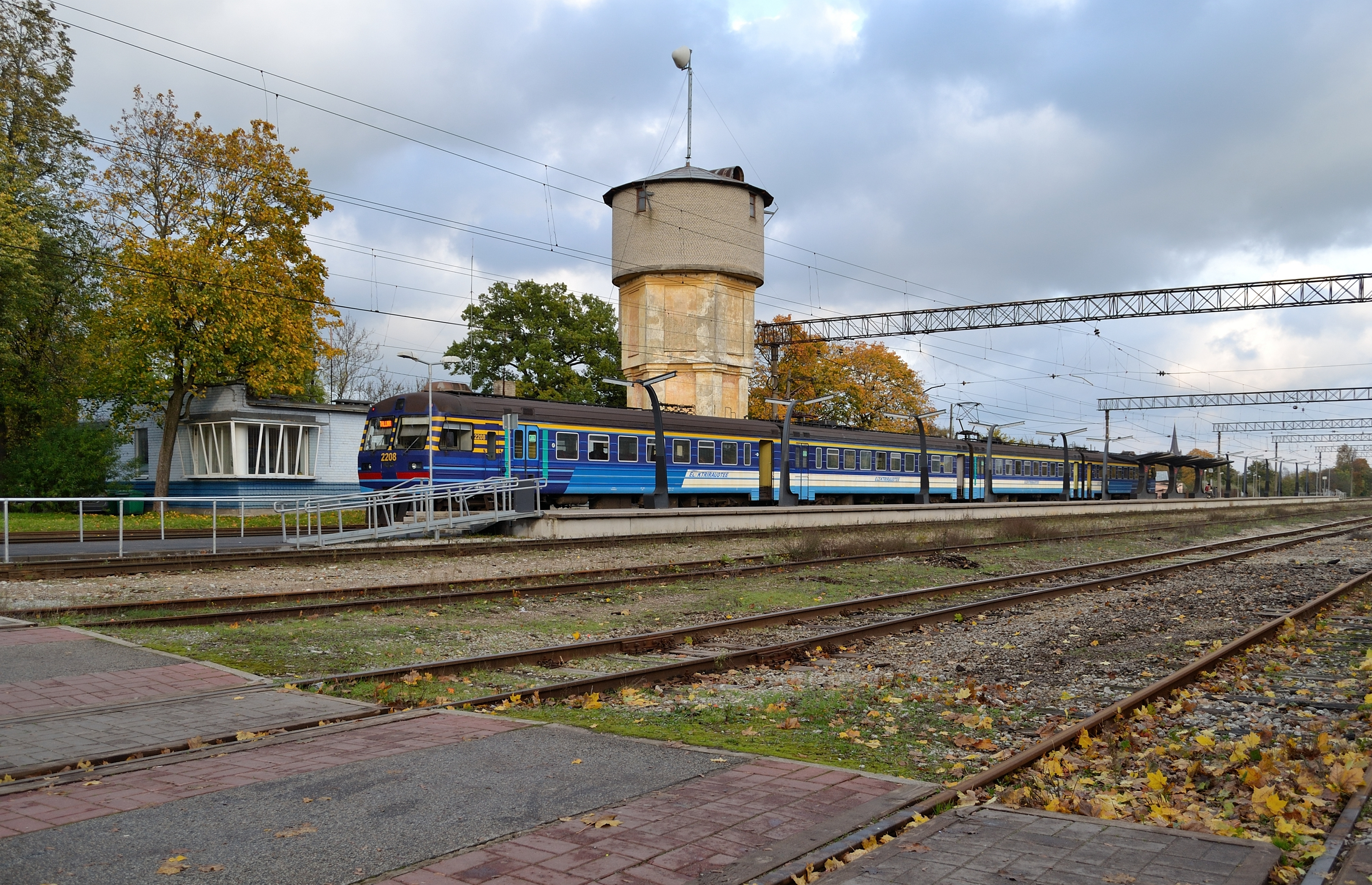
Железнодорожная станция в Кейла (2011 год)

Участок железной дороги «Таллин — Кейла» был построен в период 1869 по 1870 годы в ходе строительства Балтийской железной дороги (линия Палдиски — Таллин — Санкт-Петербург). Участок дороги длиной чуть меньше 45 вёрст заканчивался Балтийским вокзалом в Таллине, а по направлению в Санкт-Петербург шла уже другая дорога. Для координации строительства, Балтийская железная дорога была разделена на 5 участков и 40 строительных пунктов. Дорога «Таллин — Кейла» относилась к первому участку, который охватывал расстрояние от Палдиски до Аэгвийду (около 100 вёрст). С апреля по ноябрь в строительстве приняло участие 6018 рабочих, 4711 из которых были привезены из России. Эксплуатация дороги началась 24 октября 1870 года.
С 1906 по 1917 год участок входил в состав Северо-Западной железной дороги, а с 1918 года — в состав Эстонской железной дороги. С 1918 по 1940 годы на участке «Таллин — Кейла» началась активная электрификация. С 1925 года в Таллине были построены железнодорожные виадуки через Палдиски маантеэ, Роху и в Рахумяэ. В 1939 году на участке от Балтийского вокзала до Нымме был проложен второй ряд рельсов, который годом позже продлили до Пяэскюла. Помимо этого, в 1939 году на станции Ярве была открыта новая тяговая подстанция. В ходе Второй мировой войны электрические контакты были демонтированы.
Движение поездов по маршруту Таллин — Нымме возобновилось 23 сентября 1944 года, а через несколько дней возобновилось и движение поездов до Кейла. В 1946 году была закончена работа по восстановлению электрификации участка Таллин — Пяэскюла. 22 июля 1958 года завершилась электрификация участка Пяэскюла — Кейла; таким образом, вся железная дорога Таллин — Кейла была электрифицирована.
В 1967 году в Кейла была построена новая стационарная тяговая подстанция. В 1962 году в Пяэскюла было открыто депо для электропоездов.
В январе 2022 года началось строительство второго главного пути на участке Пяэскюла—Кейла. Движение по двухпутной дороге от  Таллинна до Кейла открылось 31 октября 2022 года

## Пассажирские перевозки
В настоящее время по железной дороге проходят линии пассажирских поездов Таллин — Кейла, Таллин — Пяэскюла, Таллин — Палдиски, Таллин — Турба и Таллин — Клоогаранна.

## Остановки
- Балтийский вокзал
- Лиллекюла
- Тонди
- Ярве
- Рахумяэ
- Нымме
- Хийу
- Кивимяэ
- Пяэскюла
- Лаагри
- Урда
- Падула
- Сауэ
- Валингу
- Кейла